# Котлети полтавські
Котлети полтавські або по-полтавськи — українська страва радянської кухні. Різновид котлет, належить до других страв.
Подають, поливши вершковим маслом, зазвичай з гарніром — смаженою картоплею.

## Приготування та подача
Яловичину двічі пропускають крізь м'ясорубку, додають воду, нарізаний дрібними кубиками шпик, подрібнений часник, сіль, перець (зазвичай чорний мелений) і перемішують. З підготованої маси формують котлети (по 2 штуки на порцію), панірують у сухарях і підсмажують. 
Перед подачею, на тарілку кладуть смажену картоплю, поряд — котлети, политі вершковим маслом, страву прикрашають гілочками зелені.
У сучасних, пострадянських виданнях іноді подають рецепт без уточнення «двічі», а також пропонують доводити котлети до готовності запіканням.